# 1785 au théâtre
| Années du théâtre : 1782 - 1783 - 1784 - 1785 - 1786 - 1787 - 1788    |
| Décennies du théâtre : 1750 - 1760 - 1770 - 1780 - 1790 - 1800 - 1810 |

## Événements
- 1er janvier : la compagnie de théâtre parisienne Théâtre des Variétés-Amusantes s'installe dans les jardins du Palais-Royal sous le nom de Variétés du Palais-Royal[1].

## Pièces de théâtre publiées
- Vicente García de la Huerta, Theatro español, Madrid, 256 p. (catalogo alphabétique des pièces du théâtre espagnol).

## Décès
- 17 juin : Nicolas-Thomas Barthe, auteur dramatique français, né le 21 décembre 1736.
- 14 août : Marc Chemin, dit Fargès, acteur français, né en 1740.
- 31 août : Pietro Chiari, dramaturge, romancier et librettiste italien, mort le 25 décembre 1712.
- 10 novembre  : Pierre Rousseau, journaliste et dramaturge français, né le 19 août 1716.
- Date précise inconnue ou non renseignée : 
  - Jiang Shiquan, dramaturge chinois, né en 1725.
  - Jean Monnet, directeur de théâtre français, auteur de mémoires sur la vie théâtrale en France au XVIIIe siècle, né le 7 septembre 1703.